# Giuseppe Maddaloni

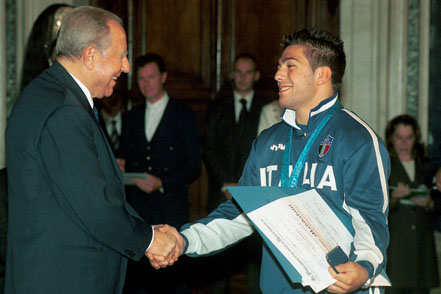
Maddaloni beim Italienischen Staatspräsidenten Carlo Azeglio Ciampi im Oktober 2000.

Giuseppe „Pino“ Maddaloni (* 10. Juli 1976 in Neapel) ist ein ehemaliger italienischer Judoka. Er war Olympiasieger 2000 sowie Europameister 1998 und 1999.
Maddaloni startete bis 2003 im Leichtgewicht und stieg dann ins Halbmittelgewicht auf.
Maddaloni kämpfte seit 1995 bei internationalen Turnieren, 1996 war er U21-Vizeweltmeister. 1997 gewann er mit dem italienischen Team Bronze bei den Mannschaftseuropameisterschaften. Im gleichen Jahr war er italienischer Meister. 1998 besiegte er im Finale der Europameisterschaften Andrei Golban aus der Republik Moldau. Bei den Mannschaftseuropameisterschaften gewann er wie im Vorjahr Bronze. Im Finale der Europameisterschaften 1999 besiegte er den Esten Aleksei Budõlin. Die Italiener gewannen erneut Bronze bei den Mannschaftseuropameisterschaften. Bei den Olympischen Spielen 2000 in Sydney besiegte er im Viertelfinale den Letten Vsevolods Zeļonijs, im Halbfinale den Weißrussen Anatol Larukou und im Finale den Brasilianer Tiago Camilo und gewann damit auf dem Weg zur Goldmedaille gegen alle drei anderen Medaillengewinner.
Im Finale der Europameisterschaften 2001 unterlag Maddaloni dem Ukrainer Hennadij Bilodid. Mit der Mannschaft gewann er 2001 den Europameistertitel. 2002 unterlag er bei den Europameisterschaften im Viertelfinale Vsevolods Zeļonijs, im Kampf um Bronze besiegte er Gennadij Bilodid. Bei den Mannschaftsweltmeisterschaften gewannen die Italiener 2002 die Bronzemedaille.
Nach zwei schwächeren Jahren und dem Aufstieg ins Halbmittelgewicht siegte der Italiener 2005 bei den Mittelmeerspielen und bei den Militärweltmeisterschaften. 2006 unterlag er im Finale der Europameisterschaften dem Weißrussen Siarhei Shundzikau. Bei den Judo-Weltmeisterschaften 2007 belegte er nach fünf Siegen und zwei Niederlagen den fünften Platz. Bei den Judo-Europameisterschaften 2008 unterlag er nur dem Letten Konstantīns Ovčiņņikovs und kämpfte sich dann bis zur Bronzemedaille vor. Bei seiner zweiten Olympiateilnahme 2008 in Peking gewann er nur einen Kampf und belegte den 13. Platz.
Nach seiner Karriere wurde der 1,72 m große Maddaloni Trainer der italienischen Junioren und später der Nationalmannschaft.